# Daniel Philipp Mosseder
Daniel Philippe Mosseder est un orfèvre actif à Strasbourg au XVIIIe siècle.

## Biographie

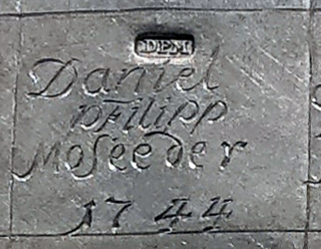
Poinçon et date sur la table d'insculpation des orfèvres strasbourgeois.

Il est reçu maître en 1744.

## Œuvre

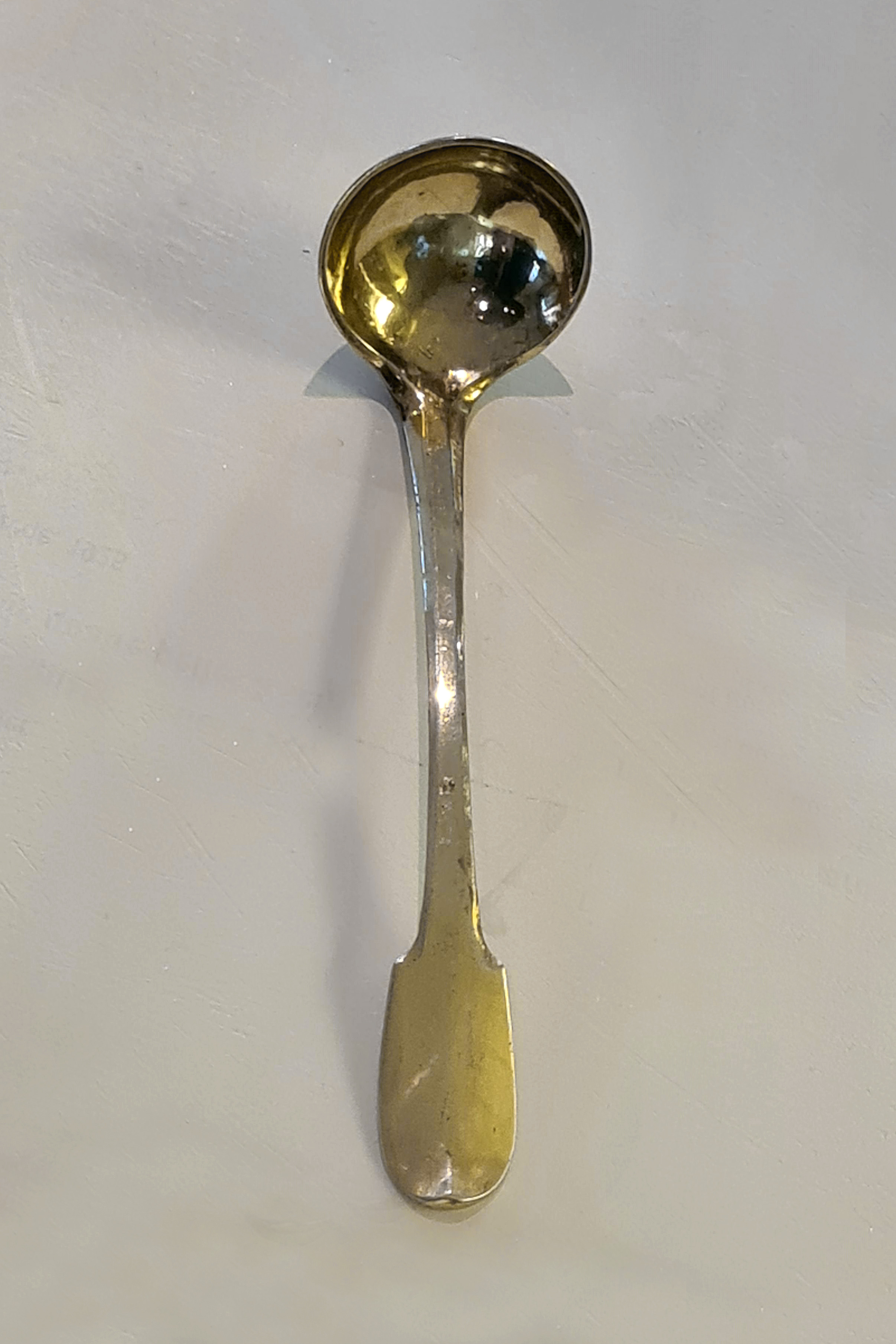
Cuiller à moutarde en argent doré.

Le musée des arts décoratifs de Strasbourg détient de lui une cuiller à moutarde en argent doré. Les cuillers à moutarde sont généralement en métal ou en céramique. Elles peuvent aussi comporter une spatule à la place du cuilleron.
Il s'agit ici d'un modèle uniplat assez sobre. L'attache du cuilleron hémisphérique est sans épaulement.
La pièce porte le poinçon du maître, ainsi qu'un petit 13 à fleur de lys.
Elle a été présentée lors de plusieurs expositions, L'Alsace Française, 1648-1948 au palais Rohan à Strasbourg en 1948 et Le Siècle d'or de l'orfèvrerie de Strasbourg, à Paris en 1964.